# 5. Sinfonie (Sibelius)
Die Sinfonie Nr. 5 in Es-Dur op. 82 ist ein großes Werk für Orchester in drei Sätzen von Jean Sibelius.

## Geschichte
Sibelius wurde von der finnischen Regierung beauftragt, eine Sinfonie aus Anlass seines 50. Geburtstages zu schreiben, der zum nationalen Feiertag deklariert wurde. Die Sinfonie wurde ursprünglich 1915 komponiert, 1916 und dann nochmals 1919 überarbeitet.
Die originale Version wurde – nach dem Muster der bisherigen Sinfonien – am 8. Dezember 1915 in Helsinki unter Sibelius’ Leitung vom Sinfonischen Orchester Helsinki uraufgeführt. Die zweite Version, von der sich nur ein Teil erhalten hat, wurde zuerst genau ein Jahr später vom Orchester von Turun Soitannollinen Seura in Turku aufgeführt. Die heute meistens gespielte dritte Version wurde am 24. November 1919 in Helsinki wieder vom Sinfonischen Orchester Helsinki unter Sibelius’ Leitung erstaufgeführt.
Das Jahrzehnt von 1910 bis 1920 war durch einen generellen Wandel in der sinfonischen Form gekennzeichnet, wie sie sich über ein Jahrhundert lang erhalten hatte. 1909 hatte Arnold Schönberg in seinen Fünf Stücken für Orchester op. 16 die Entwicklung zu mehr dissonanten und chromatischen Harmonien vorangetrieben. Von 1910 bis 1912 veröffentlichte Igor Stravinsky drei revolutionäre Ballette: Der Feuervogel, Petruschka und Le sacre du printemps. Maurice Ravel und Claude Debussy waren dabei, ihre neue impressionistische Musik zu entwickeln. 1911 fand die Premiere von Richard Strauss’ Oper Der Rosenkavalier statt.
Obwohl Sibelius zu dieser Zeit bereits seit über 20 Jahren Popularität genoss, bedauerte er, dass seine vorangegangene Sinfonie, die 1911 uraufgeführte 4. Sinfonie, wenig öffentliche Anerkennung erfahren hatte. James Hepokoski meint, Sibelius habe damals begonnen, sich selbst im Wettkampf der Modernisierer in der Musik als nicht gleichwertig anerkannt zu sehen.
Sibelius war zu dieser Zeit unschlüssig, ob er seinen Stil mehr in Richtung der vom Publikum gewünschten aktuellen Moderne ändern oder das fortsetzen sollte, was am besten zu ihm passte. Die erste Version der fünften Sinfonie blieb bei seinem Orchesterstil einer harmonischen Klangfülle, Holzbläsermelodien in parallelen Linien und einer reichen melodischen Entwicklung. Der strukturelle Stil wurde aber geändert. James Hepokoski nennt diese Veränderung „Sonatendeformation“. Der Erfolg dieser Methode spiegelt sich in der Popularität, die die fünfte Sinfonie bis heute behalten hat.
Die erste Version der Fünften hat noch viel mit der modernistischeren 4. Sinfonie gemeinsam, indem sie einige bitonale Passagen enthält; die 1919er Version wirkt dagegen eher zielorientiert und klassizistisch. Sibelius kommentierte seine Revisionen so: „Ich wollte meiner Sinfonie eine andere – humanere – Form geben, erdbezogener, lebendiger.“

## Instrumentierung
Die Sinfonie ist für 2 Flöten, 2 Oboen, 2 Klarinetten, 2 Fagotte, 4 Waldhörner, 3 Trompeten, 3 Posaunen, Pauke und Streicher gesetzt.

## Struktur
Der Satzaufbau der Sinfonie ist ungewöhnlich:
1. Tempo molto moderato – Allegro moderato (ma poco a poco stretto) – Vivace molto – Presto – Più Presto
2. Andante mosso, quasi allegretto – Poco a poco stretto – Tranquillo – Poco a poco stretto – Ritenuto al tempo I
3. Allegro molto – Misterioso – Un pochettino largamente – Largamente assai – Un pochettino stretto

Der erste Satz beginnt langsam, endet aber mit einem schnellen Scherzo. Der zweite Satz hat weder ein langsames noch ein schnelles Tempo, sondern eher die Form eines ruhigen Intermezzos. Dann folgt der dritte Satz, der schnell beginnt, aber langsam endet. Die gesamte Sinfonie dauert ca. 32 Minuten.

### Erster Satz
Sibelius hatte eigentlich vor, zwei getrennte Sätze zu komponieren, verband dann aber doch die langsame Einleitung mit dem schnelleren walzerförmigen Scherzo zu einer Einheit. Der Satz beginnt mit einem Hornruf, der bereits viel vom musikalischen Material enthält.
Obwohl der Satz in der Sonatensatzform geschrieben ist, vertreten Sibelius’ Schüler Cecil Gray (1935), Gerald Abraham (1947), Simon Parmet (1955), Robert Layton (1965) und James Hepokoski (1993) sehr unterschiedliche Ansichten über seine formale Unterteilung. Sie argumentieren mit der Trennung in eigentlich zwei Teile, mit dem Vorhandensein von eigentlich zwei Expositionen, sie unterscheiden sich in der Beschreibung des Scherzos und des Trios und sind sich uneins über den genauen Beginn der Rekapitulation und der Coda.

#### Unterschiedliche analytische Sichtweisen
Cecil Gray, der erste Musikwissenschaftler, der sich mit der Struktur der 5. Sinfonie beschäftigte, erwähnt in seiner Diskussion die Sonatensatzform überhaupt nicht, analysiert die beiden musikalischen Themen aber so, als würde er automatisch davon ausgehen, es handele sich um eine Sonatensatzform.
Gerald Abraham war einer der Ersten, die das Werk in den Begriffen der Sonate erklärten. Er legt klar dar, wo seiner Meinung nach jeder Abschnitt anfängt und warum. Das Werk beginne mit einer doppelten Exposition, jede mit deutlich ausgeprägtem A- und B-Gruppen-Material, um dann in die Durchführung dieses Materials überzugehen. Den melodischen Abschnitt, der mit dem Allegro moderato beginnt, beschreibt Abraham als Scherzo und Trio und als Ersatz für die zweite Hälfte der Durchführung.
Robert Layton widerspricht Abraham jedoch und behauptet, das Scherzo sei der Beginn der Reprise.
Die meisten Musikwissenschaftler stimmten mit dieser Analyse überein, bis im Jahre 1993 James Hepokoskis Untersuchung erschien (Sibelius: Symphony No. 5), die eine völlig andere Interpretation anbietet. Seiner Ansicht nach kann die Sinfonie nur in Begriffen einer „rotational form“, also Rotationsform beschrieben werden. Hepokoski bleibt zwar bei der üblichen Aufteilung des Satzes in doppelte Exposition, Scherzo und Reprise, entwickelt aber ein neues Vokabular, um die musikalische Entwicklung zu beschreiben. Sibelius erlaube in vielen seiner Werke dem musikalischen Material, sich selbst eine Form zu wählen, und zwar aus der Notwendigkeit der Musik selbst heraus und nicht nach vorgeformten Normen des 18. oder 19. Jahrhunderts. Er benutze eine zirkuläre Form von Rotation oder Strophe, die die verschiedenen Abteilungen des Materials durchziehe und sich währenddessen weiterentwickele. Hepokoski bleibt in seiner Analyse also bei der generellen Lokalisierung der Abschnittsübergänge, wie sie frühere Autoren beschrieben haben, und stimmt mit ihnen überein, dass der erste Satz prinzipiell in den Begriffen einer Sonatensatzform beschrieben werden kann.

### Zweiter Satz
Dieser ruhige Satz ist durch mehrere Variationen eines Themas gekennzeichnet, das zuerst von den Streichern in pizzicato vorgetragen und dann von den Flöten aufgegriffen wird. Zusammen mit den Holzbläsern ist die Stimmung der Musik lieblich und warmherzig.

### Dritter Satz
Der Satz beginnt mit einer schnellen, in Sechzehnteln gespielten Melodie in den vierfach geteilten zweiten Geigen. Nach der Exposition dieses Themas beginnt ein neues beherrschendes Motiv in den Hörnern, zu dem Sibelius in seinen Tagebüchern notierte, er habe 16 Schwäne über den See bei Ainola fliegen sehen; dieser Abschnitt mit seiner elegischen Melodie in Streichern und Holzbläsern wird deswegen auch als Schwanenhymne bezeichnet. Nach abruptem Übergang wird in einer kurzen Durchführung das erste Thema variiert, bevor die Melodie des Schwanenthemas in es-Moll zurückkehrt und zusammen mit dem Ostinato-Motiv der Blechbläser in einem langsamen Aufbau gesteigert wird. Dabei verwendet Sibelius starke Dissonanzen und setzt die für ihn typischen langen Orgelpunkte mit großem Effekt ein, zunächst über des, dann über c, bis triumphal die Ausgangstonart Es-Dur wieder erreicht wird.
Die Sinfonie endet so schlicht wie ungewöhnlich: Die sechs Akkorde der Schlusskadenz werden einzeln gespielt, unterbrochen von unregelmäßigen, langen Pausen. Dieser Schluss erschien vielen Interpreten, die der Spätromantik verpflichtet waren, als zu zerrissen; zum Beispiel auf der Aufnahme Herbert von Karajans sind die Pausen deutlich gekürzt.

## Die Sinfonie in der populären Kultur
Das Schwanenruf-Motiv ist in einer ganzen Reihe von Pop-Songs aufgenommen worden, beispielsweise „Popsicles and Icicles“ von den Murmaids (1963), „Beach Baby“ von The First Class (1974), „Since Yesterday“ von Strawberry Switchblade (1984) und „Oh What A Life“ von Play People (2008). Der Beginn des ersten Satzes wird am Anfang von John Coltranes A Love Supreme zitiert; es wird allerdings angenommen, dass Coltrane sich nicht direkt bei Sibelius bedient hat, sondern eher bei Leonard Bernsteins Musical On the Town, das seinerseits die Sinfonie zitiert.